# Geri Maye
Geri Maye (Limerick, 19 de mayo de 1973) es una presentadora irlandesa de radio y televisión que trabajó principalmente en la Raidió Teilifís Éireann (RTÉ).
Nació en el condado de Limerick. Trabajó para trabajar para RTÉ en The Den (televisión infantil). Luego de trabajar un tiempo allí  dejó la RTÉ y fue a Sídney antes de regresar para presentar un programa en la RTÉ lyric fm. Estuvo comprometida con Ray D'Arcy pero la boda se canceló en el último momento. Maye también estuvo comprometida con Brian Purcell del programa televisivo The Apprentice. Se casó con Peter Collins, un empresario de Limerick en 2012.
El 21 de diciembre de 2011, RTÉ la anunció como la nueva copresentadora de Winning Streak. Reemplazó a Kathryn Thomas y presentó junto a Marty Whelan. En el pasado ya había realizado el segmento de Dream Maker Wheel y había sustituido a Kathryn Thomas en el pasado. Su fue de Winning Streak en 2013 y fue reemplazada por Sinead Kennedy.